# فردریک ویکستروم نیکاسترو
فردریک ویکستروم نیکاسترو (سوئدی: Fredrik Wikström Nicastro) تهیه‌کننده فیلم است.
از فیلم‌هایی که وی در آن‌ها نقش داشته‌است، می‌توان به بوری در مقابل مک‌انرو، پول مفت، پول مفت ۲: جان‌سخت، پول مفت ۳: زندگی لوکس و مردی به نام اوه اشاره نمود.